# Hypagophytum
Hypagophytum — монотипный род суккулентных растений семейства Толстянковые, родом из Эритреи и Эфиопии.

## Таксономия
Hypagophytum A.Berger, H.G.A.Engler, Nat. Pflanzenfam. ed. 2. 18a: 467 (1930).

## Виды
По данным сайта POWO на 2022 год, род включает один подтвержденный вид:
- Hypagophytum abyssinicum (Hochst. ex A.Rich.) A.Berger

#### Синонимы[2]
Гомотипные (основанные на одном и том же номенклатурном типе):
- Sedum abyssinicum (Hochst. ex A.Rich.) Raym.-Hamet (1912)
- Sempervivum abyssinicum Hochst. ex A.Rich. (1848)

Гетеротипные (основанные на разных номенклатурных типах):
- Crassula malladrae (Chiov.) Chiov. (1919)
- Sedum malladrae Chiov. (1911)